# Csak lazán!
A Csak lazán! (eredeti cím: Be Cool) Elmore Leonard 1999-es az azonos című regény alapján készült amerikai film, melyet 2005-ben mutattak be. A film az 1995-ben bemutatott Szóljatok a köpcösnek! című film folytatása – szintén egy Elmore Leonard regény adaptációja –, melyben Chili Palmer, egy pénzbehajtó gengszter, bekerül a filmszakmába. Chili a Csak lazán!ban (és az alapul szolgáló kötetben is) már a zenei iparágba keresi a bejutást, sikerrel.
A film munkálatait 2003-ban kezdték. A filmet F. Gary Gray rendezte, a producer Danny DeVito volt (aki szerepel is a filmben, akárcsak az első részben), a főszereplő pedig John Travolta Chili Palmer szerepében.
A mozifilm 2005 márciusában került bemutatásra, DVD változatban 2005 júniusától elérhető.

## Tartalom
|  | Alább a cselekmény részletei következnek! |

Chili Palmer (John Travolta) aki belefáradt a filmkészítésbe, belép a zeneiparba, amikor az orosz maffia meggyilkolja a barátját, Tommy Athenst, aki egy lemezcég tulajdonosa volt. Chili szemtanúja az esetnek. Segít a barátja özvegyének, Edie Athensnek (Uma Thurman) rendbehozni a bajokkal küzdő, csődközelben lévő céget, amely 300 ezer dollárral tartozik egy hiphop mogulnak, Sin LaSalle-nak. Chili a fiatal és tehetséges énekesnő, Linda Moon tehetségére szeretne támaszkodni, akit kiszabadít Nick Carr és Raji kezei közül, bár Lindát szerződés köti Nicky cégéhez. Felbérelnek egy Joe Loop nevű bérgyilkost, hogy ölje meg Palmert. Eközben Chili bemutatja Lindát Edie-nek, és azon dolgozik, hogy Linda felléphessen az Aerosmith-szel. (Steven Tyler, a zenekar frontembere saját magát játssza a filmben.)
Sin LaSalle be szeretné hajtani a cégen a 300 ezer dollárt, Chili megígéri, hogy ha vár még néhány napot, megkapja a "lét" kamattal. Az oroszok is bérgyilkossal próbálják megölni Chilit, Joe Loop pedig tévedésből a Chilire küldött gyilkost lövi le.
Nicky lepaktál az oroszokkal, Chili pedig csőbe húzza őket. A maffia dühös lesz Nickre, ezért beront az irodájába. Sin LaSalle is éppen ott tartózkodik, követeli tőle az állítólag Chilitől kapott 300 ezer lepcsit, amit neki kellett volna megkapnia. (Ezt Raji hazudta neki.) Sin feldühödve lelövi az orosz főnököt, mert durva szavakkal illette az etnikumát. Nem kapja meg a pénzt, kiderül, hogy Raji hazudott, pénze tehát még mindig Chiliék cégénél van.
Raji, hogy Nicky megbocsásson neki, elvállalja tőle a munkát, hogy végre elteszi Chilit láb alól. Homoszexuális testőrével, Elliottal tőrbe csalja Palmert, de Chili felajánl az ambiciózus, színészetre vágyó testőrnek egy filmszerepet. Elliot beleegyezik, elengedi Chilit és Ediet, szembefordulva Rajival.
Linda fellép az Aerosmith-szel, nevet szerez magának. Sin LaSalle és bandája, a TömPuszF ("Tömegpusztító Fegyverek") betör Edie házába, hogy a pénzét követelje. Chili megmutatja neki Linda demofelvételeit, erre ő elvállalja, hogy némi részesedésért hajlandó lenne befuttatni Lindát. (Ti. Sin sikeres, gazdag producer.)
Chili a film során puhítja Edie-t, az utolsó jelenetben kéz a kézben távoznak a díjátadóról. Linda 4 díjat is besöpör.

## Szereplők
| Szerep         | Színész                | Magyar hang     |
| -------------- | ---------------------- | --------------- |
| Chili Palmer   | John Travolta          | Széles László   |
| Edie Athens    | Uma Thurman            | Für Anikó       |
| Raji           | Vince Vaughn           | Dörner György   |
| Sin LaSalle    | Cedric the Entertainer | Gesztesi Károly |
| Nick Carr      | Harvey Keitel          | Balázsi Gyula   |
| Martin Weir    | Danny DeVito           | Harkányi Endre  |
| Tommy Athens   | James Woods            | Szakácsi Sándor |
| Elliot Wilhelm | Dwayne Johnson         | Galambos Péter  |
| Gyors Freddie  | Anthony J. Ribustello  | Faragó András   |